# Соціальна робота
Соціальна робо́та — галузь наукових знань, академічна дисципліна та професійна діяльність, спрямована на підтримання і надання кваліфікованої допомоги будь-якій людині, групі людей, громаді, що розширює або відновлює їхню здатність до соціального функціонування, сприяє реалізації громадянських прав, запобігає соціальному виключенню.
Соціальна робота як фахова діяльність є взаємопов'язаною системою цінностей, теорії і практики, її місія полягає в наданні людям можливості якомога повніше розвивати власний потенціал, збагачувати своє життя та попереджувати виникнення дисфункцій.
Це система теоретичних знань і заснована на них практика й політика, яка має на меті забезпечення соціальної справедливості шляхом наснаженнящо це означає? і підтримки найменш захищених верств суспільства та протидії факторам соціального виключення.
Соціальна робота — це практична діяльність, що відбувається у складному, змінному середовищі. Використовуючи теорії людської поведінки та соціальних систем, соціальна робота виникає там, де має місце взаємодія людей з їхнім оточенням.

### Метод
Соціальна робота будує свою методологію на «базованих на доказах» знаннях, отриманих з досліджень та оцінювання практики соціальної роботи, включно зі специфічними знаннями відносно їхнього контексту.

## Сучасні класифікації теорій взаємодії та моделей соціальної роботи
Різновиди теорій соціальної роботи (за Є. Холостовоюхто така, де посилання на бібліоґрафію?)
| Група теорій                                               | Характеристика групи | Основний наголос | Конкретні теорії, що належать до групи                                                                        |
| ---------------------------------------------------------- | --- | --- | --- |
| Психологічно орієнтовані теорії (моделі) соціальної роботи | Сукупність теоретичних концепцій соціальної роботи, спільною основою яких є пізнання закономірностей психологічного розвитку і статусу людини в суспільстві                         | На психологічних та емоційних, а не соціальних чинниках                                                                | Психодинамічна модель Гуманістична модель                                                                     |
| Соціологічно орієнтовані теорії (моделі) соціальної роботи | Сукупність теоретичних концепцій соціальної роботи, в основі яких — пізнання закономірностей соціального розвитку, структурування суспільства. взаємодії його соціальних інститутів | На навколишньому середовищі (фізичному і соціальному) на противагу індивідуалізації психологічно орієнтованих підходів | Системна теорія Екологічна теорія Соціально-радикальні теорії (марксизм, фемінізм) Теорія стигматизації       |
| Комплексно орієнтовані теорії (моделі) соціальної роботи   | Сукупність теоретичних концепцій соціальної роботи, які орієнтуються на цілісне бачення проблем захисту життєвих сил людини як біопсихосоціальної істоти                            | Враховування як психологічних, так і соціальних чинників                                                               | Біхевіористський і когнітивний підходи Теорія кризового втручання Зосереджена на завданні модель Теорія ролей |

## Функції
Функції соціальної роботи: профілактична, прогностична та функція соціального контролю.

## Види
Соціальний супровід — вид соціального обслуговування, який передбачає надання комплексу соціальних послуг, спрямованих на подолання життєвих труднощів, збереження та підвищення соціального статусу особи чи сім'ї.
Соціально-культурна діяльність (СКД)